# José Pérez y Armendáriz
José María Pérez y Armendáriz (Paucartambo, 30 de marzo  de 1728 - Cuzco, 9 de febrero de 1819) fue un religioso peruano que llegó a ser el vigésimo sexto obispo del Cuzco. Demostró su simpatía por la rebelión del Cuzco de 1814, por lo que se le considera prócer de la Independencia.

## Biografía
Nació en la Quinta Hierbabuena, en Paucartambo. Hijo de Tomás Pérez Silvestre y Josefa Armendáriz Loayza. Estudió en el Seminario de San Antonio Abad del Cuzco de 1743 a 1752. Tras recibir las órdenes religiosas, se dedicó a la enseñanza de Artes y Teología en dicho Seminario por muchos años. En 1769 fue nombrado rector del Seminario y Vice-Cancelario de la Real y Pontificia Universidad de San Antonio Abad.
Hizo su carrera en el Cabildo Diocesano: era dignidad de tesorero en 1793; maestrescuela en 1794; chantre en 1795. En 1801 pasó a ser comisario subdelegado de Cruzada y en 1804 arcediano.
Cuando el entonces obispo del Cuzco, Bartolomé María de las Heras, fue promovido en 1806 al arzobispado de Lima, Pérez y Armendáriz quedó como gobernador del obispado cuzqueño, siendo enseguida preconizado para ocupar dicha sede vacante. Por real cédula de ruego y encargo, tomó posesión de la misma el 10 de abril de 1807 y, en atención a su avanzada edad, fue consagrado en Lampa por el obispo de La Paz, Remigio de la Santa y Ortega, el 11 de junio de 1809. En el ejercicio de su ministerio episcopal dio muchas limosnas a los pobres, utilizando su propio peculio.
Durante la rebelión del Cuzco de 1814, demostró su adhesión a la causa de la independencia y respetó a la Junta de Gobierno que establecieron los revolucionarios. Incluso destinó capellanes para las tropas revolucionarias, así como sacerdotes para los pueblos alzados que los requirieron. El 8 de septiembre de 1814 bendijo en la Catedral del Cuzco la bandera de los revolucionarios, de colores azul y blanca.  Se dice que cuando se enteró de la victoria de Mateo Pumacahua sobre el general realista Francisco Picoaga en la batalla de la Apacheta, dijo públicamente lo siguiente:

Si Dios pone una mano sobre las cosas de la tierra, en la revolución del Cuzco pone las dos.

Sin embargo, también empleó su influencia en favor de los realistas que estaban perseguidos y salvó la vida de los oidores de la audiencia que se hallaban presos y próximos a sufrir la pena de muerte. Entre aquellos a los que salvó la vida estaba el regente de la Audiencia cuzqueña, Manuel Pardo Ribadeneira, padre de Felipe Pardo y Aliaga y abuelo de Manuel Pardo y Lavalle.
Tras la debelación de la rebelión, fue acusado de complicidad con los revoltosos, y el virrey José Fernando de Abascal se empeñó en obligarlo a renunciar, aduciendo su incapacidad. Consultado el arzobispo Las Heras, este no encontró motivos para relevarlo. El mismo Pérez y Armendáriz escribió una carta a la autoridad, donde con respeto y firmeza a la vez, le expuso que, a pesar de sus años, se daba perfecta cuenta de las cosas. Abascal, pasando por encima de las leyes canónicas, lo conminó a que entregara el gobierno a un administrador eclesiástico. Pérez y Armendáriz se quejó ante el Rey de España por los agravios sufridos, en carta fechada en 26 de julio de 1816. Falleció en 1819, un mes antes de cumplir la avanzada edad de 90 años. Su sucesor fue José Calixto de Orihuela.
Mientras su cuerpo fue enterrado en la cripta de la Catedral del Cuzco, su lengua embalsamada se encuentra en custodia de la Parroquia de la Virgen del Rosario en Paucartambo.